# Zond-program
A Zond-program (orosz betűkkel Зонд; magyarul: szonda) egy szovjet űrszonda-program.
Az első két Zond űrszondát a Mars és a Vénusz felé indították, a sorozat többi tagját a Holdhoz. A Hold felé indított űrszondák a szovjet holdprogram részei voltak. Ezekkel próbálták ki a holdrepülés főbb mozzanatait.
A sorozat első három tagja 1964–1965-ben repült, a következő öt pedig 1968–1970 között. A Zond sorozat két része szerkezet és méret szempontjából is lényegesen különbözik egymástól. Az első három a Marsz–1-hez, a Venyera–2-höz és a Venyera–3-hoz hasonló felépítésű, majdnem egy tonnányi bolygókutató űrszonda, a következő öt Zond szonda pedig orbitális egység nélküli, mintegy 5,5 tonnás Szojuz 7K–L1 űrhajó volt, amely a Holdhoz való repülést, visszatérést és a Földre különböző pályákon történő leszállást hajtott végre. A Zond sorozat első három példányát háromfokozatú hordozórakétával, a többit pedig Proton hordozórakétával indították a bajkonuri űrrepülőtérről. Több sikertelen indítás is történt, ezek nem kaptak Zond jelzést.

## Űrszondák

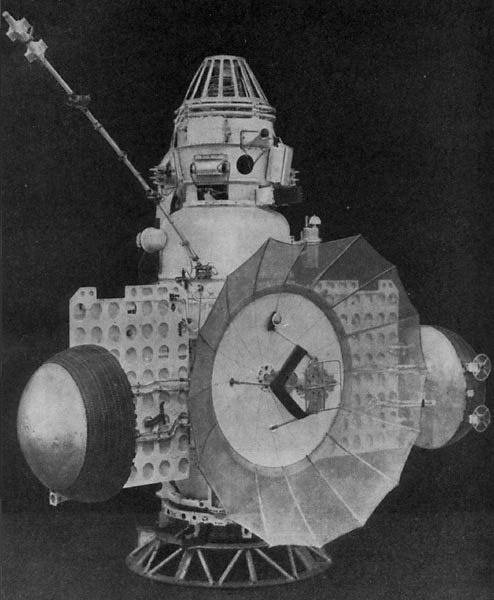
Zond-2

A Zond program űrszondái, zárójelben az indítás dátuma.
- Zond–1 (1964. április 2.)
- Zond–2 (1964. november 30.)
- Zond–3 (1965. július 18.)
- Zond–4 (1968. március 2.)
- Zond–5 (1968. szeptember 15.)
- Zond–6 (1968. november 10.)
- Zond–7 (1969. augusztus 8.)
- Zond–8 (1970. október 20.)